# هرمان كوب
هرمان كوب (بالألمانية: Hermann Kopp)‏ هو ملحن وممثل ألماني، ولد في 21 أغسطس 1954 في شتوتغارت في ألمانيا.

## وصلات خارجية
- هرمان كوب على موقع IMDb (الإنجليزية)
- هرمان كوب على موقع ميوزك برينز (الإنجليزية)
- هرمان كوب على موقع ديسكوغز (الإنجليزية)
- هرمان كوب على موقع قاعدة بيانات الفيلم (الإنجليزية)
- هرمان كوب على موقع كينوبويسك (الروسية)